# Noms de l'île de Saint-Domingue

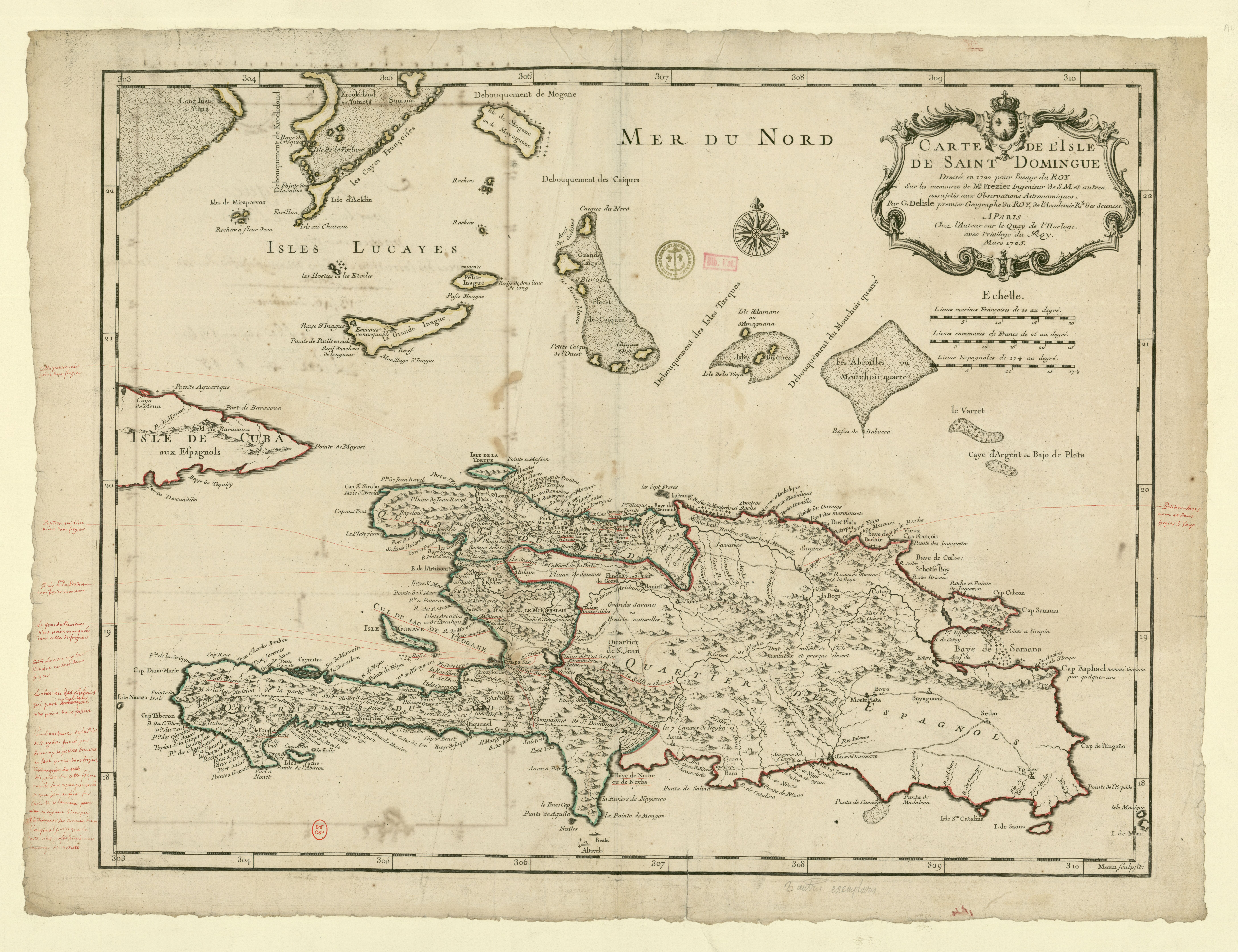
Carte de l'Isle de Saint Domingue, dressée par Guillaume Delisle en 1722, publiée en 1725, annotée par Philippe Buache.

La deuxième plus grande île des Antilles est désignée sous divers vocables en français. Cette page vise à référencer les usages de la francophonie.

## Saint-Domingue: polyonymie
L'île s'est vu attribuer divers noms, par ses habitants indigènes précolombiens tout d'abord ; par les explorateurs puis par les colons ensuite ; et finalement par l'ensemble des peuples qui voulaient désigner l'endroit. Par exemple, lorsque Christophe Colomb se renseigne sur le nom de l'île, trois noms lui auraient déjà été donnés. 
Retranscrits en français cela pourrait donner : Quisqueya, Tohio ou Ayiti . Notez que l'orthographe est forcément approximative puisqu'il ne peut s'agir que de transcriptions phonétiques. D'autres sources peuvent très bien orthographier Kyskeya, Bohio, Haïti… Quoi qu'il en soit, l'histoire du nom seul suffit à faire comprendre pourquoi en français cette île est polyonymique. En effet la complexité de la situation géopolitique vient s'ajouter à la grande diversité de la francophonie elle-même pour aboutir à des pratiques localement et temporellement très variées.

### Haïti (Ayiti,Ayti,Ahatti…)
La graphie Haïti semble généralement la plus acceptée parmi les francophones alors que Ayiti est la forme la plus acceptée en créole.
- Le dictionnaire géographique Ladvocat (1825)[2] affirme: « Haïti, ancien nom de l'île de St.-Domingue. Les noirs, qui en sont aujourd'hui les maitres, lui donnent le nom d'État d'Haïti. Voy. St.-Domingue.»
- D'après le Bouillet (1878)[3] ce nom en langue caraïbe signifie pays montagneux et est celui utilisé par les indigènes pour désigner l'île nommée Hispaniola par Colomb et Saint-Domingue par les Français.
- Le Larousse (références 1932[4], 1962[5] et 2005[6]) définit Haïti comme le nom de l'île, tout comme celui de la république d'Haïti.
- Le Robert des noms propres (2007)[7] donne pour origine de ce mot Ayti, la montagne dans la mer. Et l'utilise pour désigner toute l'île, ainsi que la république d'Haïti.
- De nombreux auteurs ont utilisé ce nom ; parmi ceux-ci Pierre-Jean de Béranger, Charles Fourier et Victor Hugo (dans Les Travailleurs de la mer et Correspondance).

### Hispaniola (Hispagnola)
Le nom provient de celui donné à l'origine par Christophe Colomb. L'île se voit baptiser par l'explorateur La Española, (« L’Espagnole », dans le sens de : « L‛Île espagnole »). Ce nom est latinisé en Hispaniola et passe en français sous cette dernière forme. 
- Le Ladvocat[2] n'a pas d'entrée à ces noms. Par contre l'entrée Domingue (St.) le mentionne comme un synonyme.
- Le Bouillet[3] indique que le nom est celui donné par les Espagnols.
- Le Larousse de 1932[4] ne mentionne pas ce nom. Celui de 1962[5] indique que le nom espagnol, dans sa graphie latinisée, commence à être de nouveau utilisé en français. Finalement, l'édition 2005[6] indique Hispaniola comme l'un des noms de l'île, au même titre que Haïti.
- Pour le Robert[7], Hispaniola désigne toute l'île et est une latinisation de l'espagnol.
- Hispaniola se retrouve dans la littérature française notamment sous la plume de Simon-Nicola-Henri Linguet, L'Abbé Prévost et Voltaire (1756, Essay sur l'histoire générale et sur les mœurs et sur l'esprit des nations : « …Hispaniola nommée aujourd'hui St Domingue. »).
- L'Île au trésor : dans sa préface, André Bay note que Stevenson ne connaissait pas vraiment l'île lorsqu’il écrit ce premier grand succès à l’âge de 33 ans. Et il choisit Hispaniola pour nommer le bateau de ses pirates et corsaires partis à l’aventure[8].

L'autre variante, Hispagnola provient apparemment de l'emprunt direct de l'espagnol la Española vers le français, ou d'une faute d'orthographe. Ce variant est par exemple utilisé dans l'article de Jean-Marie Théodat publié[Quand ?] dans les Cahiers des anneaux de la mémoire.
- La forme n'est pas référencée dans le Ladvocat[2], le Bouillet[3], les Larousse[4],[5],[6] et le Petit Robert[7].

### Saint-Domingue (Saint Domingue, Saint-Dominque…)
Ce vocable est couramment, à tort ou à raison, utilisé pour désigner l'île. Les sources dont nous disposons permettent difficilement de dater l'époque d'apparition de cet usage. On le trouve dans des ouvrages scientifiques actuels ou dans des œuvres de fiction.
- L'entrée Domingue (St.) du dictionnaire Ladvocat[2] commence par « Domingue (St.), ou Hispaniola, ou Hayti, gr. île et la plus riche des Antilles…». Aucune mention n'est faite de l'utilisation de ce nom comme de celui d'un État ou d'une ville.
- Bouillet[3] renvoi aux entrées Santo-Domingo et Haïti. Santo-Domingo désigne la capitale de la partie espagnole de l'île. L'entrée Haïti affirme "Haïti... l'île St-Domingue des Français...". On peut en déduire que Saint-Domingue est, à l'époque, un équivalent ambigu puisque polysémique de Haïti.
- Le Larousse 1932[4] décrit Saint-Domingue comme la capitale de la partie espagnole de l'île. Pour le grand Larousse 1962[5] Saint-Domingue ne fait pas référence à l'île entière, et renvoie aux deux pays occupant l'île. Finalement, le petit Larousse 2005[6] désigne Saint-Domingue comme un ancien nom de l'île d'Haïti et comme la version francisée du nom de la capitale de la République dominicaine.
- Le Petit Robert[7] précise que Saint-Domingue est l'ancien nom de la partie orientale de l'île d'Haïti. Par extension, on donnait ce nom à l'époque coloniale [française] à l'ensemble de l'île.
- De nombreux auteurs français ont écrit sur Saint-Domingue ; parmi ceux-ci reprennons François-René de Chateaubriand, Victor Riqueti de Mirabeau et George Sand (Histoire de ma vie). Le terme fait alors parfois référence non pas à l'île, mais bien à la colonie française à l'ouest de l'île. Il faut donc prêter attention au contexte. Notons de plus que Voltaire nous apprend qu'au XVIIIe siècle, l'île était préférentiellement désignée sous le vocable Saint-Domingue plutôt qu'Hispaniola (Essay sur l'histoire générale (..)).

L'autre variante, Saint-Dominque est utilisée notamment par Jacques Thibau, dans son livre Le temps de Saint-Dominque : l'esclavage et la Révolution française (1989). Elle n'est toutefois reprise dans aucun dictionnaire.

## Sources
1. ↑  page de l'éditeur Lorem Ipsum sur l'histoire de l'île ( source Internet).
2. 1 2 3 4   Dictionnaire géographique ou Description de toutes les parties du monde (1825) par Jean-Baptiste Ladvocat disponible sur le site gallica de la Bibliothèque nationale de France
3. 1 2 3 4  Articles Saint-Domingue, Hispaniola et Haïti du Dictionnaire universel d'histoire et de géographie par Marie-Nicolas Bouillet, édition de 1878, disponible sur le site de gallica
4. 1 2 3 4  Nouveau petit Larousse illustré ---- Édition de 1932.
5. 1 2 3 4  Grand Larousse encyclopédique ---- Édition de 1962.
6. 1 2 3 4  Le petit Larousse illustré ---- Édition de 2005.
7. 1 2 3 4  Petit Robert des noms propres ---- Édition de 2007.
8. ↑  Robert Louis Stevenson, L'île au trésor
9. ↑  Haïti et la République dominicaine : la négritude en partage de Jean-Marie Théodat
10. 1 2  Cahiers des anneaux de la mémoire no 6 et 7 publiés par Y. Chotard sur la traite négrière dans la partie ouest de Saint-Domingue
11. ↑  Alerte à Cap Kennedy dans les aventures de Buck Danny par Victor Hubinon et Jean-Michel Charlier
12. ↑  (BNF 36149368).